# Bernardo Vasques

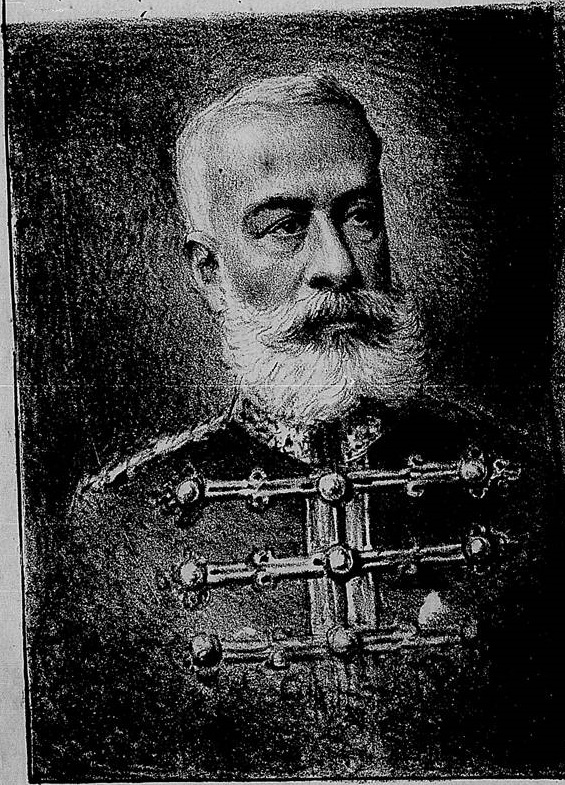
Marechal Bernardo Vasques.

Bernardo Vasques (Magé, 9 de agosto de 1837 — Rio de Janeiro, 23 de outubro de 1902) foi um marechal brasileiro. 
Casado com Zulmira Martins de Meneses, pais de uma única filha.
Foi comandante-geral do Corpo Militar de Polícia do Município Neutro, atual Polícia Militar do Estado do Rio de Janeiro por duas vezes: entre 1889 e 1891, e entre 1891 e 1892.
Exerceu o cargo de Ministro da Guerra, de 15 de novembro de 1894 a 23 de novembro de 1896, durante o governo Prudente de Morais.
Foi também ministro do Superior Tribunal Militar, de 28 de julho de 1893 até seu falecimento em 23 de outubro de 1902.